# Diofantska jednadžba
Diofantskom jednadžbom nazivamo općenito neodređenu polinomnu jednadžbu ili neodređenu jednadžbu nekog drugog oblika koja, međutim, nalazi rješenja u domeni cijelih pozitivnih brojeva odnosno prirodnih brojeva.

## Linearna diofantska jednadžba
Linearna diofantska jednadžba ima općeniti oblik:
{\displaystyle ax+by=c\,}
gdje može postojati jedno, nekoliko ili neograničeno mnogo rješenja predstavljenih brojevima iz skupa prirodnih brojeva.

### Primjer 1
Zadana je Diofantska jednadžba:
{\displaystyle 11x+8y=104.\,}
Rješavajući jednadžbu nalazimo, redom:
{\displaystyle {\begin{aligned}8y&=104-11x\\y&={\frac {104-11x}{8}}\\y&=13-{\frac {11x}{8}}\end{aligned}}}
Razlomak jedino može biti cijeli broj, a y prirodan za x = 8 te je time određeno i jedino rješenje postavljene jednadžbe: x = 8, y = 2.

### Primjer 2
Zadana je diofantska jednadžba:
{\displaystyle 3x+1=5y\,}
Rješavajući jednadžbu nalazimo, redom:
{\displaystyle {\begin{aligned}3x&=5y-1\\x&={\frac {5y-1}{3}}\\x&=y+{\frac {2y-1}{3}}\end{aligned}}}
Veličine x i y bit će cijeli brojevi ako je i razlomak (2y-1)/3 cijeli broj što je ispunjeno za uređene parove brojeva (x, y): (3, 2), (8, 5), (13, 8), …. Broj uređenih parova brojeva koji udovoljavaju početnoj jednadžbi je beskonačan.

## Nelinearna diofantska jednadžba
Nelinearnim diofantskim jednadžbama možemo u širem smislu smatrati jednadžbe gdje se nepoznate veličine javljaju kao potencije ili umnožak dviju ili više nepoznatih veličina.

### Nelinearna diofantska jednadžba u jednostavnom obliku
Zadana je jednadžba:
{\displaystyle xy-2y=7x-5\,}
Rješavajući jednadžbu nalazimo, redom:
{\displaystyle {\begin{aligned}y(x-2)&=7x-5\\y&={\frac {7x-5}{x-2}}\\y&={\frac {7x-14+14-5}{x-2}}\\y&=7+{\frac {9}{x-2}}\end{aligned}}}
Cjelobrojna rješenja jednadžbe postoje za uređene parove (3, 16), (5, 10) i (11, 8).

### Pitagorine trojke
Pitagorinim trojkama nazivamo uređen skup cijelih brojeva (x, y, z) većih od nule koji zadovoljavaju jednadžbu:
{\displaystyle x^{n}+y^{n}=z^{n}.\,}
za n = 2. Radi se, očito, o cijelim brojevima koji zadovoljavaju Pitagorin poučak, dakle, o uređenim trojkama brojeva (3, 4, 5), (6, 8, 10), (12, 16, 20), itd. Broj rješenja za n = 2 je beskonačan. Za prirodne brojeve n > 2 jednadžba nema rješenja, što je ustvrdio francuski matematičar Pierre de Fermat u svojem slavnom posljednjem teoremu.

### Pellova jednadžba
Jednadžbu oblika:
{\displaystyle x^{2}-ny^{2}=\pm 1\,}
nazivamo Pellova jednadžba. Jednadžbe ovog oblika razmatrali su još indijski i starogrčki matematičari. Za svaki prirodan broj n koji nije potpuni kvadrat mogu se naći prirodni brojevi x i y koji zadovoljavaju iskazanu jednadžbu. Za Pellovu jednadžbu:
{\displaystyle x^{2}-7y^{2}=1.\,}
najmanje rješenje je x = 8, y = 3, a postoji i beskonačan broj drugih rješenja: (127, 48), (2024, 765), (32257, 12192), (514088, 194307), (8193151, 3096720), (130576328, 49353213), itd.

### Erdős–Strausova hipoteza
Hipotezom je pretpostavljeno da se za sve prirodne brojeve n ≥ 2 razlomak 4/n može iskazati kao zbroj tri jedinična razlomka s prirodnim brojevima za nazivnike:
{\displaystyle {\frac {4}{n}}={\frac {1}{x}}+{\frac {1}{y}}+{\frac {1}{z}}.\,}
Na primjer, za n = 1801, postoji rješenje jednadžbe gdje je x = 451, y = 295364 i z = 3249004.
Pomnožimo li obje strane jednadžbe s nxyz, nalazimo diofantsku jednadžbu oblika:
{\displaystyle 4xyz=n(xy+xz+yz).\,}